# Équipe cycliste Renault
Pour les autres équipes sponsorisées par les Cycles Gitane, voir Équipe cycliste Gitane .
L'Équipe cycliste Renault est une équipe cycliste française présente dans le peloton de 1978 à 1985. Elle s'inscrit dans la continuité de l'équipe Gitane-Campagnolo créée en 1969. L'équipe était sponsorisée par le constructeur automobile Renault, le fabricant de cycles Gitane (1978-1982) et la société pétrolière Elf (1981-1984). Dirigée par Cyrille Guimard, elle a notamment remporté six Tours de France en sept années d'existence, avec Bernard Hinault (1978, 1979, 1981, 1982) et Laurent Fignon (1983 et 1984). C'est avec cette équipe que Hinault acquiert la plupart de ses grands succès. Greg LeMond, Marc Madiot, Charly Mottet et Jean-René Bernaudeau ont également fait partie de cette équipe.

## Dénominations
Au cours de son existence, l'équipe change plusieurs fois de nom : Renault-Gitane-Campagnolo (1978), Renault-Gitane (1979-1980), Renault-Elf-Gitane (1981-1982), et Renault-Elf (1983-1985).

## Histoire

### 1978
En 1978, à la suite du rachat par Renault du fabricant de cycles Gitane deux ans plus tôt, l'équipe cycliste Gitane-Campagnolo, dirigée par Cyrille Guimard et comptant dans ses rangs Bernard Hinault, devient Renault-Gitane-Campagnolo.

### 1979
En 1979, l'équipe devient Renault-Gitane.

### 1980

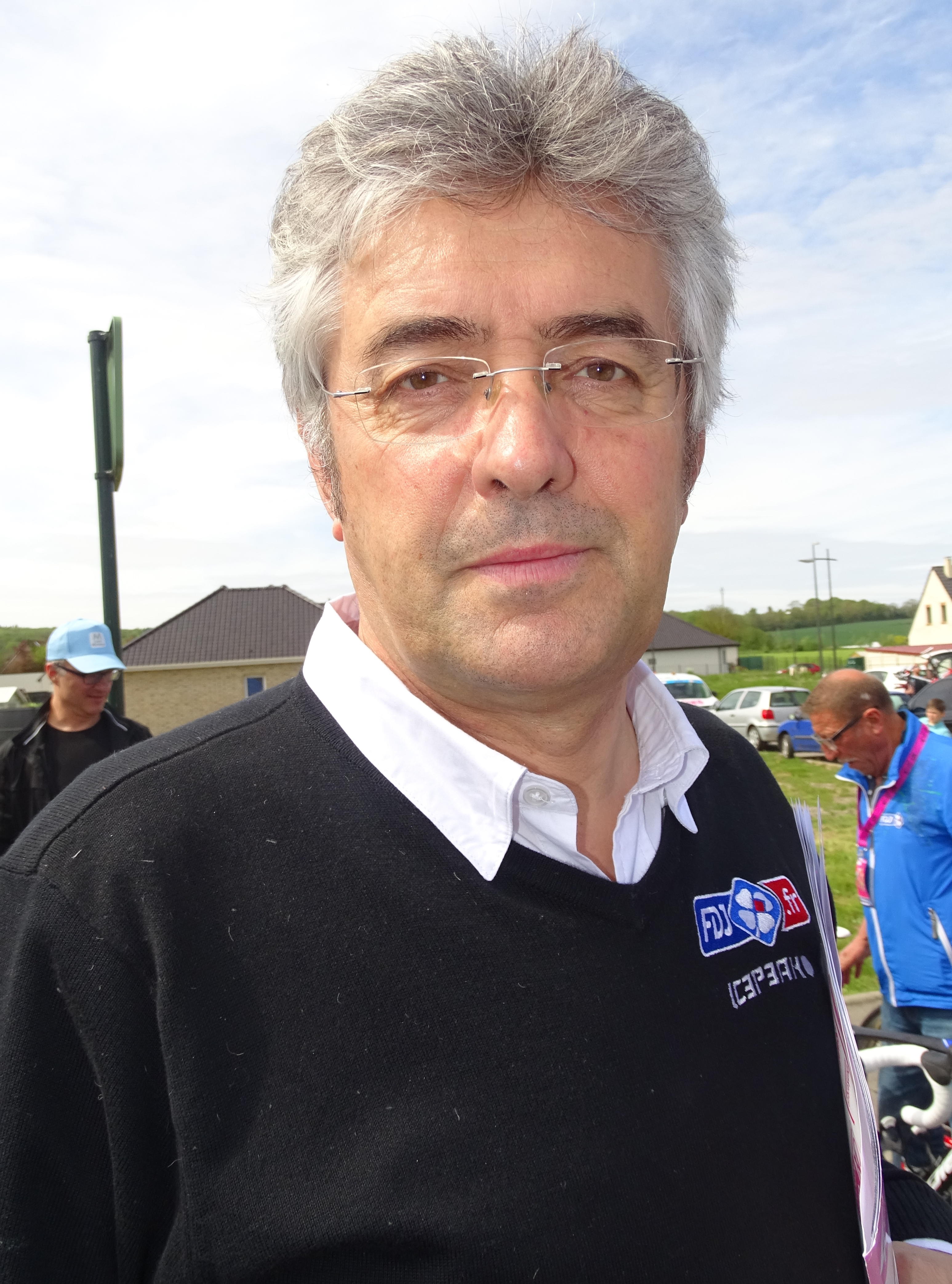
Marc Madiot, ici photographié lors du départ de la 3e étape des Quatre Jours de Dunkerque 2015 à Barlin, court pour l'équipe de 1980 à 1985.

En 1980, l'équipe conserve son nom de Renault-Gitane.

### 1981
L'équipe change de nom et devient Renault-Elf-Gitane en 1981.

### 1982
Renault-Elf-Gitane effectue sa cinquième saison en 1982.

### 1983
En 1983, l'équipe change de nom et devient Renault-Elf.

### 1984
Renault-Elf effectue sa sixième saison en 1984.

### 1985
À l'issue de la saison 1985, Renault se retire après huit ans de partenariat. L'équipe de Cyrille Guimard continue néanmoins l'aventure, en compagnie de Laurent Fignon, avec un nouveau sponsor (Système U) et devient Système U-Gitane.

## Principaux coureurs
- Bernard Hinault
- Laurent Fignon
- Greg LeMond
- Marc Madiot
- Yvon Madiot
- Charly Mottet
- Jean-René Bernaudeau
- Vincent Barteau
- Martial Gayant
- Lucien Didier
- Dominique Gaigne
- Pascal Jules
- Pascal Poisson
- Alain Vigneron
- Pierre-Henri Menthéour
- Philippe Chevallier
- Patrick Gagnier
- Pierre-Raymond Villemiane

## Effectif

### 1980
| Effectif 1980                | Effectif 1980     | Effectif 1980 | Effectif 1980            |
| Cycliste                     | Date de naissance | Pays          | Équipe précédente        |
| ---------------------------- | ----------------- | ------------- | ------------------------ |
| Hubert Arbès                 | 9 janvier 1950    | France        |                          |
| Bernard Becaas               | 23 mai 1955       | France        |                          |
| Roland Berland               | 26 février 1945   | France        | Super Ser (1976)         |
| Jean-René Bernaudeau         | 8 juillet 1956    | France        |                          |
| Yvon Bertin                  | 9 avril 1953      | France        |                          |
| Patrick Bonnet               | 6 septembre 1957  | France        |                          |
| André Chalmel                | 10 octobre 1949   | France        | Gitane-Frigécrème (1977) |
| Jean Chassang                | 8 février 1951    | France        |                          |
| Patrick Cluzaud              | 16 février 1952   | France        |                          |
| Lucien Didier                | 5 août 1950       | Luxembourg    | IJsboerke-Colnago (1977) |
| Bernard Hinault              | 14 novembre 1954  | France        | Gitane-Frigécrème (1977) |
| Jean-Paul Le Bris            | 23 octobre 1958   | France        |                          |
| Maurice Le Guilloux          | 14 mai 1950       | France        |                          |
| Marc Madiot (1 août–31 déc.) | 16 avril 1959     | France        |                          |
| Bernard Quilfen              | 20 avril 1949     | France        |                          |
| Pierre-Raymond Villemiane    | 12 mars 1951      | France        | Gitane-Campagnolo (1977) |
| Claude Vincendeau            | 21 décembre 1954  | France        |                          |
|                              |                   |               |                          |
| Source : UCI                 |                   |               |                          |

note: Hubert Arbès

### 1982
- Hubert Arbès
- Bernard Becaas
- Charles Bérard
- Patrick Bonnet
- Philippe Chevallier
- Lucien Didier (Luxembourg)
- Laurent Fignon
- Patrick Gagnier
- Martial Gayant
- Bernard Hinault
- Pascal Jules
- Jean-Paul Le Bris
- Maurice Le Guilloux
- Greg LeMond (États-Unis)
- Marc Madiot
- Pascal Poisson
- Jean-François Rodriguez
- Éric Salomon
- Alain Vigneron

## Palmarès
Classiques
- Grand prix des Nations : Bernard Hinault (1977, 1978, 1979, 1982)
- Liège-Bastogne-Liège : Bernard Hinault (1977, 1980)
- Gand-Wevelgem : Bernard Hinault (1977)
- Tour de Lombardie : Bernard Hinault (1979)
- Flèche wallonne : Bernard Hinault (1979, 1983)
- Amstel Gold Race : Bernard Hinault (1981)
- Paris-Roubaix : Bernard Hinault (1981), Marc Madiot (1985)

Courses par étapes
- Tour de France
  -  6 victoires finales : Bernard Hinault (1978, 1979, 1981, 1982) et Laurent Fignon (1983 et 1984)
  -  3 victoires au classement du meilleur jeune : Jean-René Bernaudeau  (1979), Laurent Fignon (1983) et Greg LeMond (1984)

- Tour d'Espagne
  -  2 victoires finales : Bernard Hinault

- Tour d'Italie
  -  2 victoires finales : Bernard Hinault
  -  Vainqueur du classement de la montagne : Laurent Fignon (1984)

### Championnats
- Championnat du monde : Bernard Hinault (1980) et Greg LeMond (1983)
- Championnat de France sur route : Bernard Hinault (1978) et Laurent Fignon en (1984)
- Championnats de France de cyclo-cross : Yvon Madiot (1984, 1985), Marc Madiot (1982) et Martial Gayant (1983)

## Maillot
Le maillot jaune et noir, inspiré du logo Renault, est resté mythique dans le monde du cyclisme. En 1979, dans un article du journal L'Équipe, Antoine Blondin le compara à "l’abdomen d’une abeille".